# Kazimierz Krukowski
Kazimierz Krukowski, ps. Lopek (ur. 2 lutego 1901 w Łodzi, zm. 24 grudnia 1984 w Warszawie) – polski aktor kabaretowy, rewiowy i filmowy żydowskiego pochodzenia, a także piosenkarz, konferansjer, reżyser i autor tekstów. Wykonywał piosenki i monologi tak znanych poetów, jak: Marian Hemar, Jerzy Jurandot, Antoni Słonimski, Julian Tuwim czy Andrzej Włast.

## Kariera zawodowa

### Młodość
W latach 1920–1923 ukończył studia na Wydziale Filozofii Uniwersytetu Warszawskiego i na Wydziale Dramatycznym Konserwatorium Muzycznego w Warszawie, w klasie śpiewu. Swój pierwszy angaż do kabaretu Qui Pro Quo, zawdzięczał swojemu kuzynowi Julianowi Tuwimowi, który polecił go dyrektorowi Jerzemu Boczkowskiemu.
Pierwszą piosenkę Puchowy śniegu tren nagrał pod pseudonimem Kazimierz Zawisza w Studiu Nagrań Bronisława Rudzkiego w tym samym roku.

### Występy w kabaretach
W okresie dwudziestolecia międzywojennego, występował w teatrach i kabaretach stołecznych: Qui Pro Quo (1924–1930), Banda (1931–1932), Morskie Oko (1933), Cyganeria, Cyrulik Warszawski, Wielka Rewia, a w 1939 założył własny teatr Ali Baba.

### Debiut na srebrnym ekranie
Na srebrnym ekranie po raz pierwszy pojawił się w 1927, tworząc wraz z Adolfem Dymszą popularną parę komików, znaną powszechnie jako Lopek i Florek. Słynny duet pojawił się między innymi w takich filmach jak: Janko muzykant (1930), Ułani, ułani, chłopcy malowani (1932). Ponadto zagrał w filmach: 10% dla mnie (1933), Co mój mąż robi w nocy… (1934) i legendarnym Ada, to nie wypada (1936).

### II wojna światowa
Po wybuchu wojny początkowo występował na terenach okupowanych przez Związek Radziecki, następnie wstąpił do armii gen. Władysława Andersa, prowadził teatr wojskowy i współpracował z zespołami teatralnymi Polskich Sił Zbrojnych w Iraku, Palestynie, Egipcie i we Włoszech.

### Działalność po wojnie
Po wojnie Kazimierz Krukowski pozostał na emigracji w Wielkiej Brytanii, Stanach Zjednoczonych i Argentynie, gdzie prowadził z Jerzym Petersburskim teatr El Nacional, w którym wystawił musical Blue Sky Milonga.

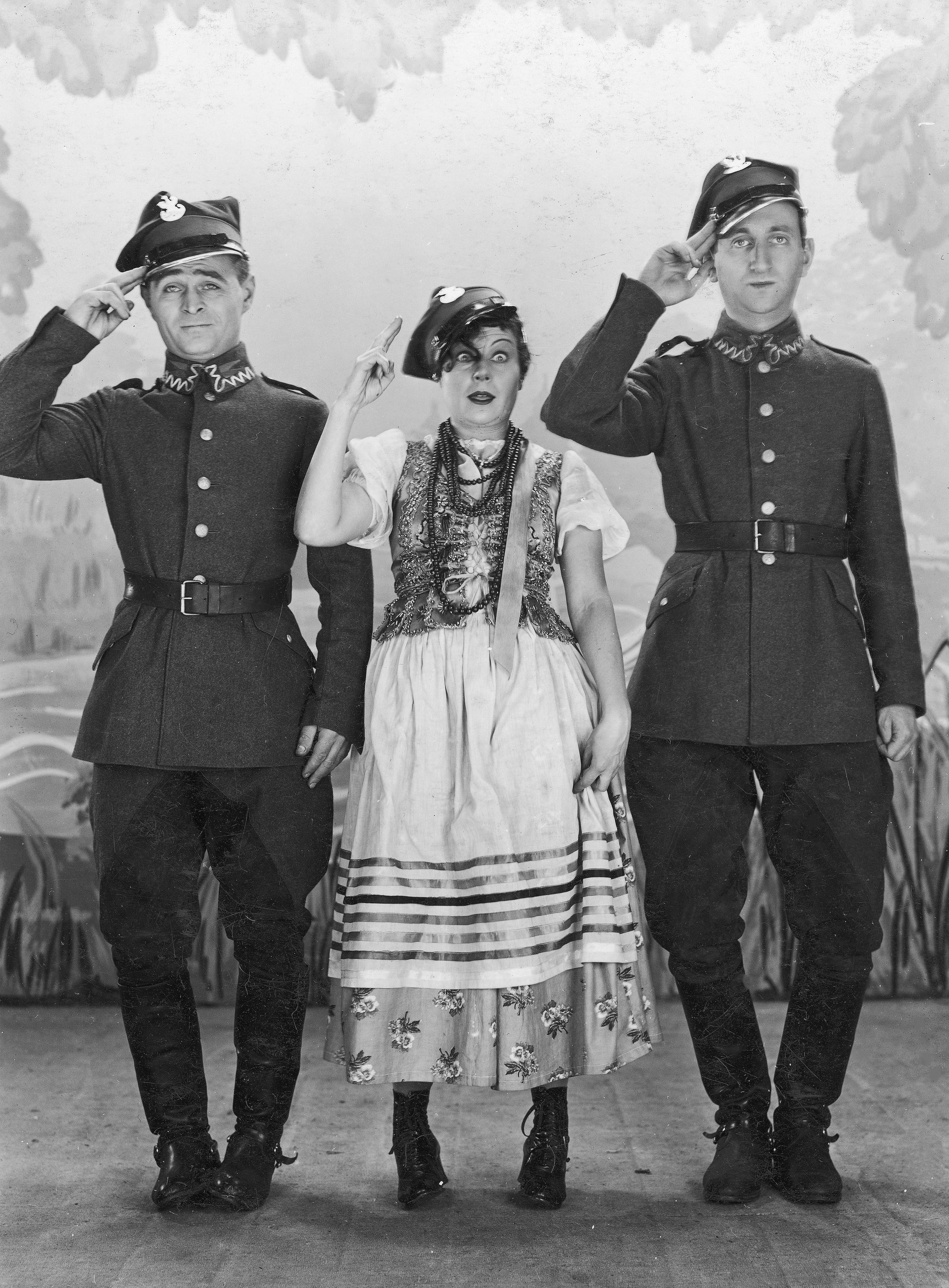
Adolf Dymsza jako Felek (z lewej), Zula Pogorzelska jako Helka i Kazimierz Krukowski jako Lopek w jednej ze scen filmu Ułani, ułani, chłopcy malowani

### Powrót do kraju
Do kraju powrócił 28 września 1956 roku. Był dyrektorem i kierownikiem artystycznym warszawskich teatrów Syrena i Buffo, a później w latach 1962–1969 kierownikiem artystycznym autorskiego kabaretu satyryczno-literackiego U Lopka, działającego na tak zwanym półpięterku w kawiarni Bristol.
W 1978 Lopek Krukowski zrobił w telewizji cykl przedwojennych programów kabaretowych, zarejestrowanych archiwalnie w cyklu Mała Antologia Kabaretów Krukowskiego. W 1979 otrzymał Nagrodę Przewodniczącego Komitetu ds. Radia i Telewizji za całokształt pracy artystycznej oraz osiągnięcia w dziedzinie programów rozrywkowych TVP.
Przewodniczył Państwowej Komisji Egzaminacyjnej dla Artystów Estrady. Członek Związku Artystów Scen Polskich (1924–1950), SPATiF-ZASP (1950–1982), ZAiKS (1928–1984).

## Życie prywatne
Kazimierz Krukowski był kuzynem Ireny i Juliana Tuwimów.
Jako zagorzały kibic piłki nożnej w 1982 roku ufundował nagrodę dla piłkarza, który strzeli pierwszą bramkę dla Polski w czasie mundialu w Hiszpanii. Pierwszą bramkę zdobył Włodzimierz Smolarek.
Żoną Krukowskiego była Władysława Krukowska (1907–1983), aktorka (m.in. Rok 1914). Kazimierz Krukowski wraz z żoną spoczywa w grobowcu rodzinnym na cmentarzu Powązkowskim w Warszawie (kwatera 225-1-20).

## Ordery i odznaczenia

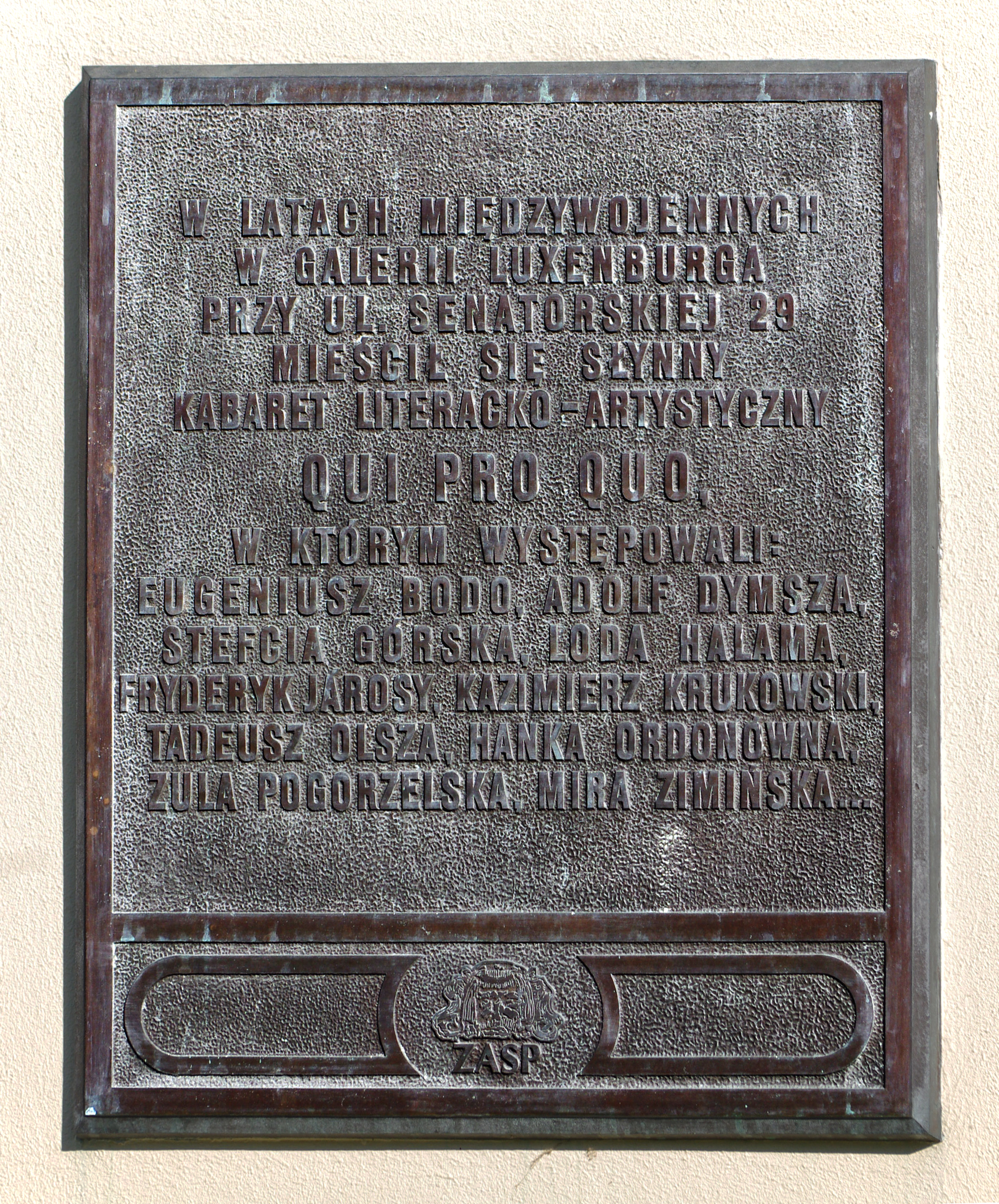
Tablica upamiętniająca teatrzyk Qui Pro Quo i jego artystów na Senatorskiej 29/31 w Warszawie

- Krzyż Komandorski Orderu Odrodzenia Polski
- Krzyż Kawalerski Orderu Odrodzenia Polski (1974)
- Złoty Krzyż Zasługi z Mieczami
- Krzyż Pamiątkowy Monte Cassino
- Medal 40-lecia Polski Ludowej (1984)[3]
- Odznaka „Zasłużony Działacz Kultury”
- Odznaka 1000-lecia Państwa Polskiego (1967)[4]
- Złota Odznaka honorowa „Za Zasługi dla Warszawy” (1965)

## Filmografia

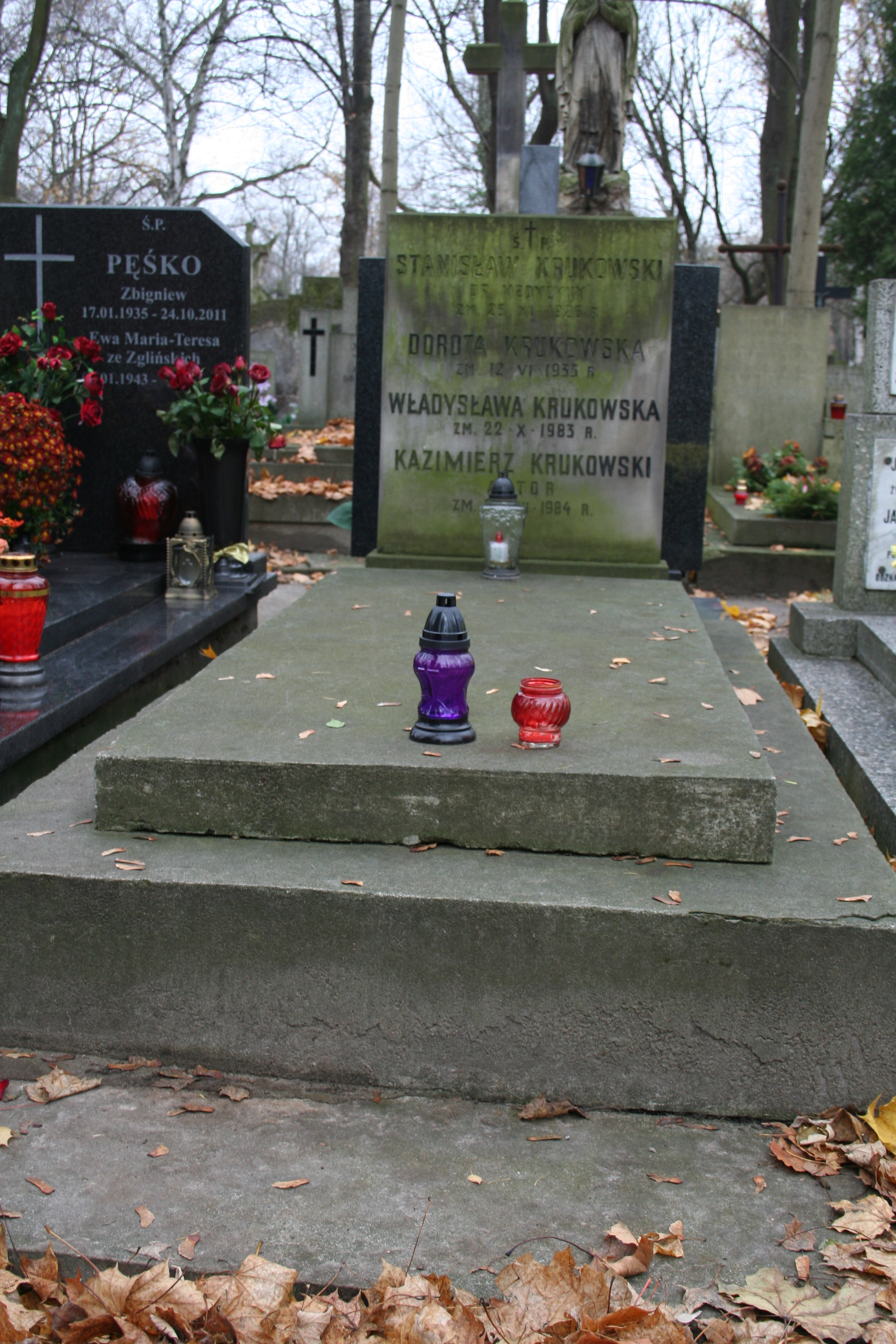
Grób Kazimierza Krukowskiego i jego żony Władysławy Krukowskiej na cmentarzu Powązkowskim

### Filmy (lata 1927–1939)
- 1927 – Ziemia obiecana, jako agent giełdowy
- 1928 – Tajemnica starego rodu, jako Rekrut Moryc
- 1930 – Niebezpieczny romans, jako Paser
- 1930 – Janko Muzykant, jako Lopek
- 1932 – Pałac na kółkach, jako Ajzyk Rozkosznik
- 1932 – Ułani, ułani, chłopcy malowani, jako Lopek
- 1933 – Dziesięć procent dla mnie, jako Lopek
- 1934 – Co mój mąż robi w nocy…, jako Baron Lolo Carolescu
- 1935 – ABC miłości, jako Krupkowski, aktor rewiowy
- 1936 – Ada! To nie wypada!, jako Bemol, nauczyciel muzyki
- 1937 – Parada Warszawy

### Filmy (po 1945)
- 1970 – Pan Dodek, jako reżyser
- 1981 – Miłość ci wszystko wybaczy, jako widz

## Spektakle teatralne
- 1924 – 1, Qui Pro Quo
- 1924 – Skandal na scenie, „Stańczyk”
- 1925 – Pomalutku aż do skutku, „Qui Pro Quo”
- 1927 – CDP, czyli Centrala Dowcipu Polskiego, „Qui Pro Quo”
- 1927 – Na wesoło, „Perskie Oko”
- 1928 – Jubileusz Qui Pro Quo, „Qui Pro Quo”
- 1929 – Budżet wiosenny, „Qui Pro Quo”
- 1930 – Parada gwiazd, „Morskie Oko”
- 1931 – Ta Banda pięknie gra, „Banda”
- 1931 – Halo, Malicka i Sawan, „Morskie Oko”
- 1931 – Przebój Warszawy, „Morskie Oko”
- 1933 – Lopek na LOPP, „Morskie Oko”
- 1934 – Kobieta nr 5012, „Cyganeria”
- 1935 – Kawiarenka, „Wielka Rewia”
- 1936 – Potarz i Perlmutter, „Wielka Rewia”
- 1936 – Całus i nic więcej, „Wielka Rewia”
- 1936 – Jutro będzie lepiej, „Wielka Rewia”
- 1937 – Frontem do radości, „Cyrulik Warszawski”
- 1937 – Całus i nic więcej, „Bagatela”
- 1937 – Wiosenna parada gwiazd, „Wielka Rewia”
- 1937 – Jaś u raju bram, „Cyrulik Warszawski”
- 1937 – Co wolno wojewodzie, „13 rzędów”
- 1937 – Dla ciebie, Warszawo, „Wielka Rewia”
- 1939 – Szukamy gwiazd, „Wielka Rewia”

## Dyskografia
- 1926 – Kazimierz Krukowski artysta teatru „Oui Pro Quo” Syrena Rekord
- 1927 – Kazimierz Krukowski artysta teatru „Oui Pro Quo” Syrena Rekord
- 1927 – Kazimierz Krukowski artysta teatru „Oui Pro Quo” Syrena Rekord
- 1929 – Kazimierz Krukowski artysta teatru „Oui Pro Quo” śpiew z towarzyszeniem fortepianu Syrena Rekord
- 1930 – Kazimierz Krukowski artysta teatru „Oui Pro Quo” Syrena Rekord
- 1930 – Kazimierz Krukowski artysta teatru „Morskie Oko” Syrena Rekord
- 1931 – Kazimierz Krukowski artysta teatru „Oui Pro Quo” śpiew Piosenki z rewii „Złote szaleństwo” z teatru „Morskie Oko” Syrena Rekord
- 1931 – Kazimierz Krukowski artysta teatru „Oui Pro Quo” śpiew Piosenki z rewii „Hallo! Malicka i Sawan! z teatru „morskie Oko” Syrena Rekord
- 1932 – Kazimierz Krukowski artysta teatru „Banda” śpiew Syrena Rekord
- 1934 – Kazimierz Krukowski śpiew z akompaniamentem fortepianu Syrena Rekord

## Publikacje
Kazimierz Krukowski był autorem książek, a także wielu tekstów, piosenek kabaretowych oraz utworów satyrycznych i felietonów.
- Moja Warszawka, 1968
- Antologia Kabaretów, 1979
- Z Melpomeną na emigracji